# Revolax prästgård
Revolax prästgård (finska: Revonlahden pappila) är en före detta tjänstebostad i Revolax i Siikajoki i det finländska landskapet Norra Österbotten. Prästgården färdigställdes år 1822. Nuförtiden fungerar byggnaden som en hembygdsgård. Revolax prästgård och hela gårdsmiljön finns med i listan över kulturhistoriskt värdefulla objekt i Norra Österbotten.

## Historia och arkitektur
Revolax prästgård var bostad för kyrkoherdarna i Revolax församling från dess färdigställande år 1822 fram till år 1980. Byggnaden utvidgades år 1899, men byggnadens glasveranda är fortfarande i sitt ursprungliga skick. Under årens lopp ändrades byggnaden ytterligare för att bättre motsvara sitt syfte som bostad för kyrkoherdar och som pastorsexpedition.
På gården finns även äldre byggnader än själva huvudbyggnaden. Salt- och fiskboden är från år 1735 och den valvade källaren är också från 1700-talet. Under Finska kriget tog Slaget vid Revolax plats på gården den 27 april 1808. Till minnet av slaget restes en minnesmärke på prästgårdens mark den 8 augusti 1935. Minnesmärket är en sex meter hög stenkolonn omgiven av en mur av staplade stenar.
Under 1980-talet övergick den oanvända byggnaden till Ruukki kommuns ägo. På början av 1990-talet såldes den till den intilliggande djurparken. Byggnaden stod återigen oanvänd under mitten av 1990-talet. Efter många omvägar överlämnade kommunen den förfallna fastigheten till Revolax hembygdsförening den 20 juni 1996. Föreningen började restaurera byggnaden till en hembygdsgård.